# Kjerstin Dahlén-Lundgren
Kjerstin Ulla Dahlén-Lundgren, född 17 februari 1913 i Norrköping, död 20 december 2004, var en svensk konstnär.
Hon var dotter till läkaren  Birger Dahlén och  Carin Oldenburg samt från 1939 gift med disponenten Hans Lundgren.
Dahlén-Lundgren studerade vid Högre konstindustriella skolan i Stockholm 1933-1936 och företog därefter studieresor till bland annat Tyskland, Ungern, Danmark och Holland. Separat har hon ställt ut i Karlskrona och Haparanda samt medverkat i samlingsutställningar på bland annat Liljevalchs konsthall och med en gobeläng på Nationalmuseum 1937.
Hennes konst består av blomsterstilleben, landskap och stadsbilder från Blekinge och Skåne i olja eller akvarell.
Dahlén-Lundgren är representerad med en landskapsmålning vid Blekinge museum i Karlskrona.